# Лецитис
Ле́цитис (лат. Lecythis) — род деревьев семейства Лецитисовые, включающий в себя 26 видов деревьев, распространённых в северной части Южной Америки. Для ряда видов рода, плоды которых имеют съедобные семена, используется нарицательное название «райский орех».

## Описание
Деревья лецитисов имеют прямой ствол до 2 м в диаметре и могут достигать высоты до 40 м. Плод — деревянистая коробочка, различная по размерам, но по строению похожая на плод Бразильского ореха. Семена содержат до 75 % жиров и по вкусу напоминают семена Бразильского ореха. Виды Лецитиса, как и Бразильский орех, обладают способностью поглощать селен из почвы и накапливать его в семенах. Поэтому при употреблении большого количества этих «орехов» в пищу возможно отравление селеном. И наоборот, они могут быть использованы в диетическом питании в качестве источника селена, поскольку в небольших количествах он является одним из самых необходимых для организма человека и животных микроэлементов. Культивирование видов Лецитиса иногда рекомендуется, но оно редко бывает успешным из-за проблем с опылением.

## Виды
По информации базы данных The Plant List, род включает 27 видов:
- Lecythis alutacea (A.C.Sm.) S.A.Mori
- Lecythis ampla Miers
- Lecythis barnebyi S.A.Mori
- Lecythis brancoensis (R.Knuth) S.A.Mori
- Lecythis chartacea O.Berg
- Lecythis confertiflora (A.C.Sm.) S.A.Mori
- Lecythis corrugata Poit.
- Lecythis gracieana S.A.Mori
- Lecythis holcogyne (Sandwith) S.A.Mori
- Lecythis idatimon Aubl.
- Lecythis lanceolata Poir.
- Lecythis lurida (Miers) S.A.Mori
- Lecythis mesophylla S.A.Mori
- Lecythis minor Jacq.
- Lecythis ollaria Loefl.
- Lecythis parvifructa S.A.Mori
- Lecythis persistens Sagot
- Lecythis pisonis Cambess.
- Lecythis pneumatophora S.A.Mori
- Lecythis poiteaui O.Berg
- Lecythis prancei S.A.Mori
- Lecythis retusa Spruce ex O.Berg
- Lecythis schomburgkii O.Berg
- Lecythis schwackei (R.Knuth) S.A.Mori
- Lecythis serrata S.A.Mori
- Lecythis tuyrana Pittier
- Lecythis zabucajo Aubl.